# Peer Gynt (Grieg)
El 1874, Edvard Grieg compon una música d'escena per a l'obra teatral Peer Gynt del dramaturg noruec Henrik Ibsen. Dels 22 números, Edvard Grieg en seleccionà vuit, arrantjant-los i reorquestrant-los en dues suites per a orquestra simfònica.

## Suite núm. 1
La Suite núm. 1 op. 46, va ser escrita el 1888. L'estructura és la següent (entre parèntesis, la indicació metronòmica):
1. Al matí (Morgenstemning). És un Allegro pastoral, en la tonalitat de mi major, en compàs 6/8 (negra amb punt=60)
2. La mort de Åse (Åses død). Andante doloroso, en si menor, compàs 4/4 (negra=50).
3. Dansa d'Anitra (Anitras Dans). Tempo di mazurka, en la menor, compàs 3/4 (negra=160)
4. A la cova del rei de la muntanya (Dovregubbens hall). Molts canvis de caràcter (Alla marcia et molto marcato, Più vivo, Stringendo al fine), en si menor, compàs 4/4, i la indicació metronòmica de negra=138

## Suite núm. 2
La suite núm. 2, op. 55, va ser escrita el 1891. L'estructura és la següent:
1. El segrest de la núvia. El lament d'Ingrid (Bruderovet. Ingrids klage). Allegro furioso-Andante doloroso, en sol menor, alternant el compàs 2/4 (negra=160) i el compàs 3/4 (negra=60)
2. Dansa àrab (Arabisk Dans). Allegretto vivace, en do major, compàs 4/4 (negra=132)
3. El retorn de Peer Gynt. Tempesta en el mar (Peer Gynts hjemfart. Stormful aften pa havet). Allegro agitato, en fa# major, compàs 6/8 (negra amb punt=126)
4. Cançó de Solveig (Solveigs Sang). Andante-Allegretto tranquillamente, alternant el compàs 4/4 (negra=72) en la menor i el compàs 3/4 (negra=120) en la major.

## Orquestració
Les dues suites estan escrites per a orquestra simfònica. La instrumentació és la següent:
| Instrumentació de les suites de Peer Gynt                                                                           |
| Corda |
| primers violins, segons violins, violes, violoncels, contrabaixos, arpa                                             |
| Fusta |
| 1 piccolo, 2 flautes travesseres (una toicant el segon piccolo) 2 oboès, 2 clarinets en la i en si bemoll, 2 fagots |
| Metall |
| 4 trompes, 2 trompetes en mi i en fa, 2 trombons, 1 trombó baix, 1 tuba                                             |
| Percussió |
| 2 timbales, triangle, pandereta, plats, bombo,                                                                      |